# Louis Renault (jogász)
Louis Renault (Autun, 1843. május 21. – Barbizon, 1918. február 8.) francia jogász. A hágai békekonferencián való közreműködéséért 1907-ben Ernesto Teodoro Moneta-val egyszerre Nobel-békedíjat kapott.

## Pályafutása
Édesapja könyvkereskedő volt, ő maga Dijonban  és Párizsban tanult jogot és irodalmat. 1868 és 1873 között Dijonban tanított, majd 1873-ban a párizsi egyetemre hívták, ahol 1874-től nemzetközi jogot adott elő.
1875-től tagja volt a Nemzetközi Jogi Intézetnek, amely 1890-től jogi tanácsadóként működött közre nemzetközi kérdésekben. Így Renault a francia kormány megbízásából több nemzetközi konferencián vett részt. 1880 és 1901 között a "Diplomáciai Archívum" kiadója volt. 1902-ben a francia külügyminiszter teljes körű megbízottja lett.
Renault 1899 és 1907 között a hágai békekonferencia irányadó résztvevője volt. Itt a bizottság francia tagjaként vett részt, de emellett számos jogi szakmai kérdéssel is foglalkozott, mint például a genfi egyezmény alkalmazása tengeri háború esetén, illetve a semleges felek jogai és kötelezettségei tengeri háború esetén.
A Francia Köztársaság Becsületrendjével tüntették ki és tagja volt a Francia Társadalomtudományi Akadémiának.